# هامة (فلم)
فيلم هامة يدور الفيلم حول توجه طائرة مدنية من الكويت إلى إحدى الدول، حاملة على متنها بشر من مختلف الشرائح والتوجهات من الكويت، وتقع حادثة لهذه الطائرة خلال رحلتها، ويصير لزامًا على جميع ركاب الطائرة أن يخلفوا وراءهم كل الاختلافات التي تفرق بينهم من أجل التضامن معًا لتجاوز هذه الأزمة. من إخراج خالد الرفاعي (مخرج) ومي الصالح (مخرج إبداعي)، وتأليف: هبة مشاري حمادة (كتابة).

## طاقم العمل
- عبد العزيز الحداد
- بشار الشطي
- علي كاكولي
- حمد اشكناني
- ريم ارحمة
- بيبي عبدالمحسن
- فرح الهادي
- عبد الله الباروني
- يوسف البلوشي
- روان الصايغ
- زينب غازي
- عقيل الرئيسي
- إيمان فيصل